# More (gruppo musicale)
I More sono stati un gruppo NWOBHM inglese formatosi a Londra nel 1979.

## Storia del gruppo

### Gli inizi
I More nacquero come una band blues rock nel 1979 e, tornati a Londra da un tour in Germania, presero parte al nascente movimento NWOBHM. La formazione iniziale era composta da Kenny Cox, due ex membri degli Iron Maiden, Paul Todd e Paul Day, Brian Day (nessuna parentela con Paul) e Frank Darch.
Nel 1980 firmarono un contratto con la Atlantic Records, la quale produsse il loro album di debutto, Warhead, nel 1981. Allora Todd era già stato sostituito con Laurie Mansworth che contribuì ad ampliare il tono heavy metal dei loro concerti, tra cui i due più importanti furono quello britannico (supportati dai Krokus) e quello europeo assieme agli Iron Maiden. Il 22 agosto parteciparono al festival Monsters of Rock assieme agli AC/DC e ad altre band emergenti.

### L'addio di Paul Day ed il secondo album
Nei primi mesi del 1982 iniziarono a registrare il loro secondo album. Ma le cose già iniziano ad andare male per i More (nel frattempo diventati un quartetto, dopo la partenza di Mansworth), all'inasprirsi dei rapporti fra Cox e Paul Day. L'addio improvviso di quest'ultimo costringe il gruppo non solo a mettersi subito al lavoro per trovare un altro cantante, ma anche a pagare una penale per essersi tirati indietro all'ultimo minuto da un tour di supporto per i Black Sabbath. Finalmente riuscirono a trovare un sostituto di Paul, Mick Stratton, ma la fiducia dell'Atlantic nei loro confronti stava diminuendo.
Il secondo album, Blood & Thunder uscì soltanto (e quasi senza alcuna promozione) alla fine del 1982.

### Lo scioglimento
I More si sciolsero verso la fine del 1983. Nel 1985 Kenny Cox tentò di far risorgere il gruppo con una formazione del tutto rinnovata, senza riscuotere gran successo. Cox entrò nei Mammoth, mentre Mansworth fondò i Roadstar.

## Formazione

### Ultima formazione
- Barry Nichols - basso
- Paul Jones - batteria
- Kenny Cox - chitarra (Mammoth)
- Mel Jones - chitarra
- Ron Jackson - voce

### Ex componenti
- Brian Day - basso
- Frank Darch - batteria
- Andy John Burton - batteria
- Laurie Mansworth - chitarra (Airrace)
- Paul Mario Day - voce (1980-1981) (Wildfire, Sweet, Iron Maiden)
- Paul Todd - chitarra (Iron Maiden)
- Mick Stratton - voce (1982)

## Discografia

### Album studio
- 1981 - Warhead
- 1982 - Blood & Thunder

### Singoli
- 1981 - We are the Band
- 1981 - Sounds Atomic Rock Roadshow
- 1982 - Trickster